# Sárga zsemlegomba
A sárga zsemlegomba (Albatrellus confluens) az Albatrellaceae családba tartozó, Európában és Észak-Amerikában honos, fenyvesekben élő, ehető gombafaj. 

## Megjelenése
A sárga zsemlegomba kalapja 3-20 (30) cm széles, alakja nagyjából domború, lapos vagy szabálytalan, kerülete is szabálytalan. A szomszédos termőtestek összenőhetnek. Felszíne száraz, sima, idősen megrepedezhet. Színe sárgás-vöröses, zsemleszínű, halvány narancsos, idősen halványbarnára fakulhat.  
Húsa eléggé törékeny, fiatalon puha. Színe fehéres, szárítva téglavöröses lesz. Szaga gombaszerű, nem jellegzetes, íze fiatalon enyhe, gomba- vagy káposztaszerű, később kesernyés.
Termőrétege csöves, lefutó. A pórusok szűkek (3-5/mm), mélységük 5 mm. Színük fehéres vagy krémszínű, néha sárgás vagy zöldes árnyalattal. 
Tönkje 3-6 cm magas és 1-3 cm vastag. Alakja rövid, vaskos, általában kissé excentrikusan csatlakozik a kalaphoz. Színe fiatalon fehéres, később barnásan, zöldesen elszíneződik. Felszíne sima.
Spórapora fehér. Spórája elliptikus, sima, gyengén amiloid, mérete 4-5,5 x 3-3,5 μm.

### Hasonló fajok
A fakó zsemlegomba, a piruló zsemlegomba, a csontosodó likacsosgomba hasonlíthat hozzá.

## Elterjedése és termőhelye
Európában és Észak-Amerikában honos. Magyarországon ritka. 
Savanyú talajú hegyvidéki fenyvesekben él. Augusztustól októberig terem. 
Ehető, de nyersen a rá érzékenyeknél emésztőszervi tüneteket okozhat.

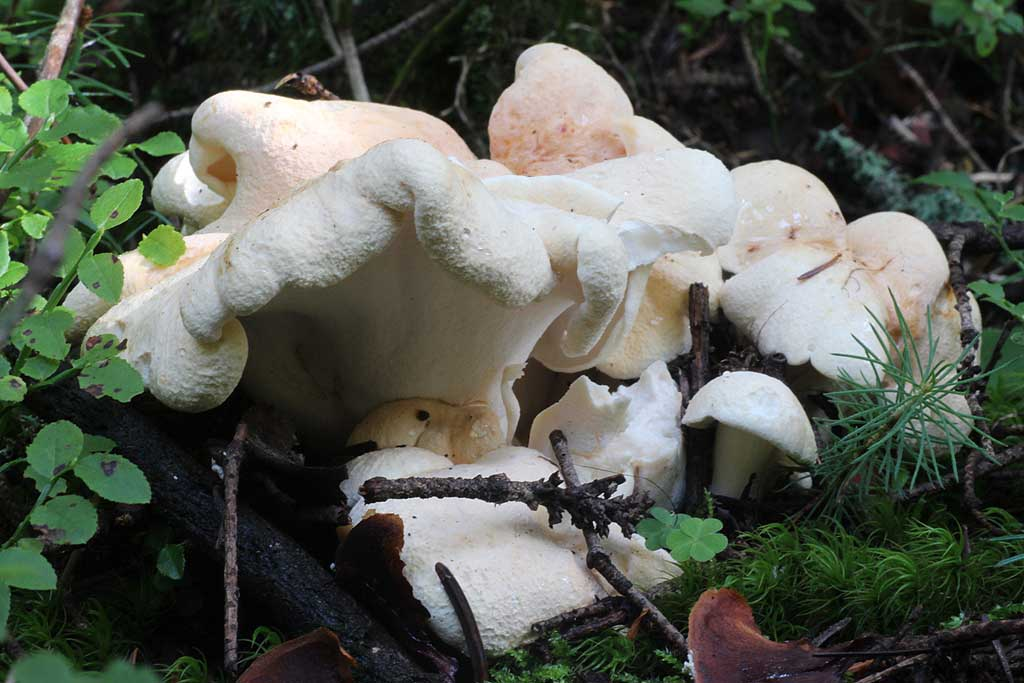
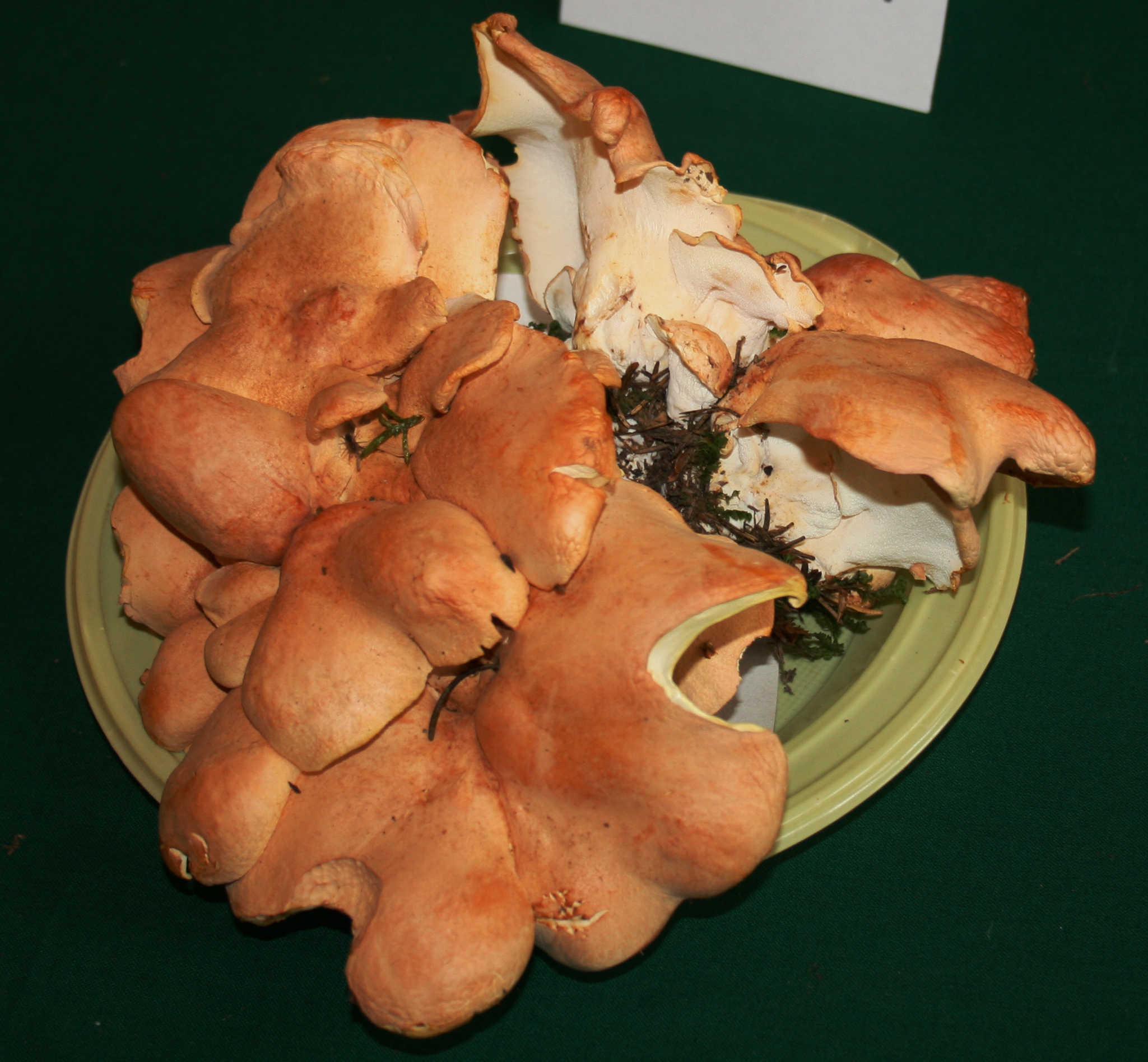
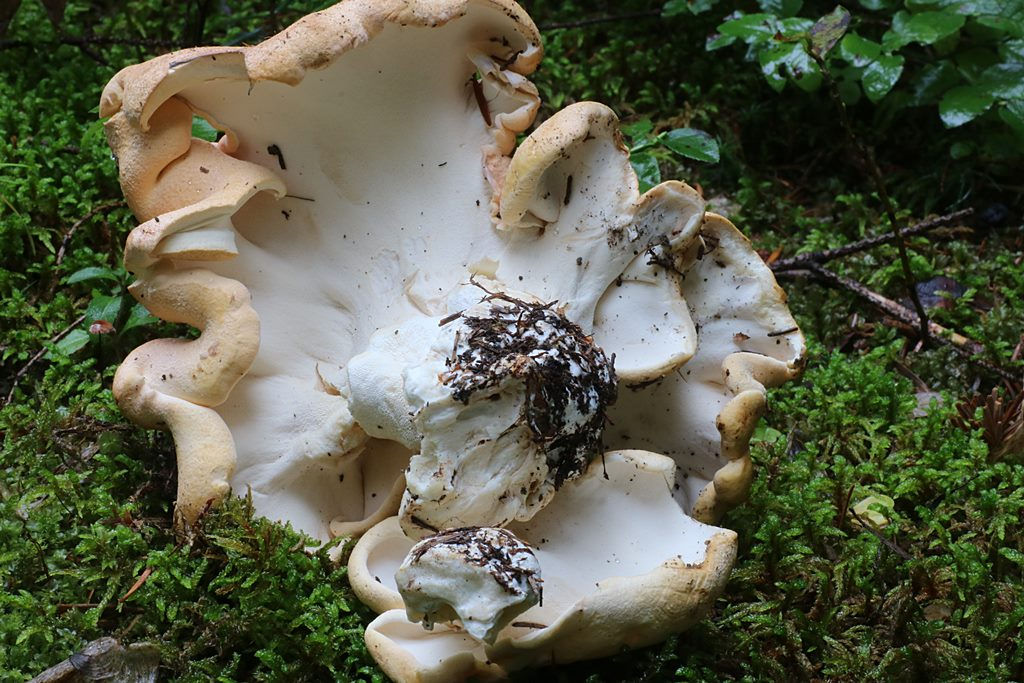
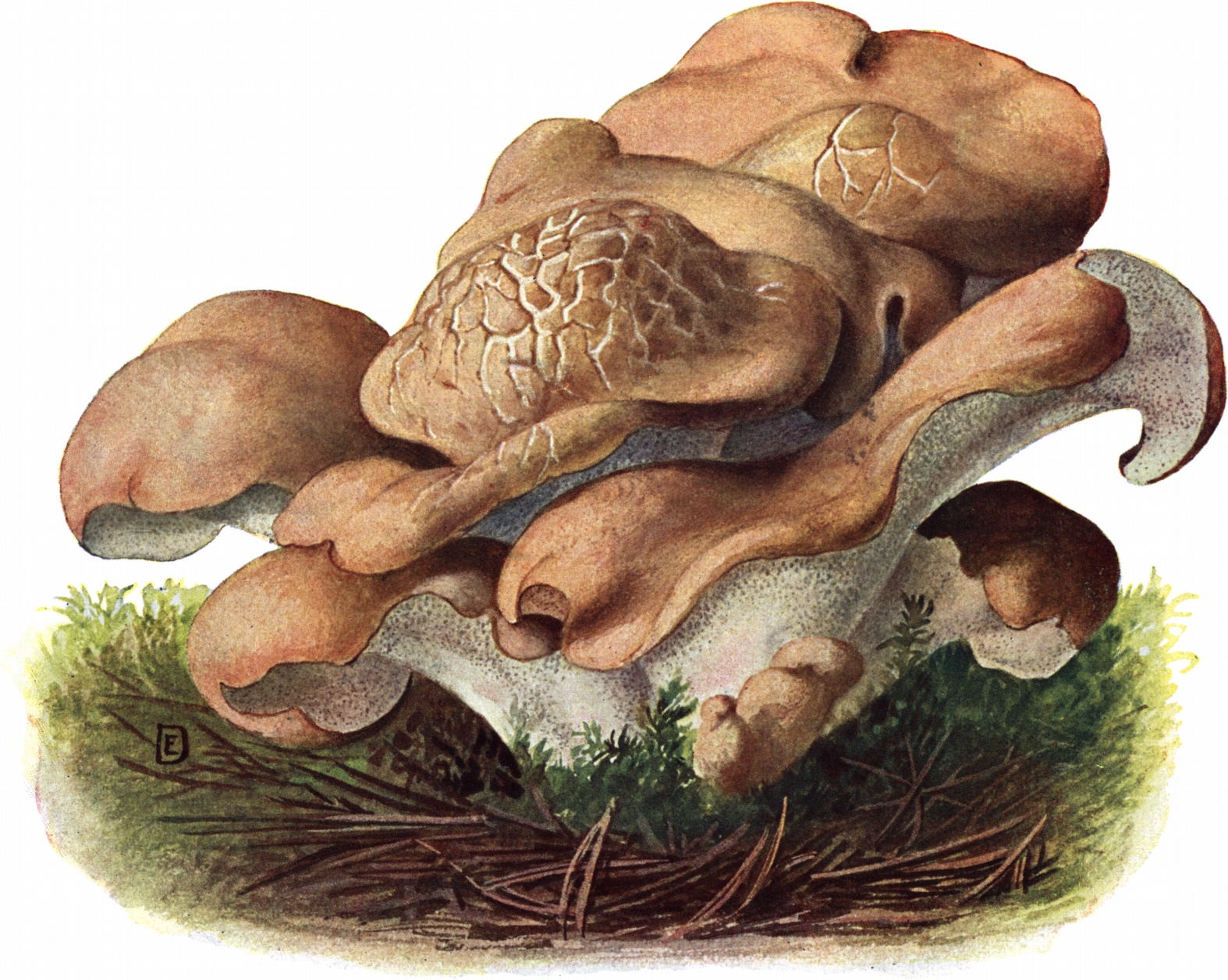
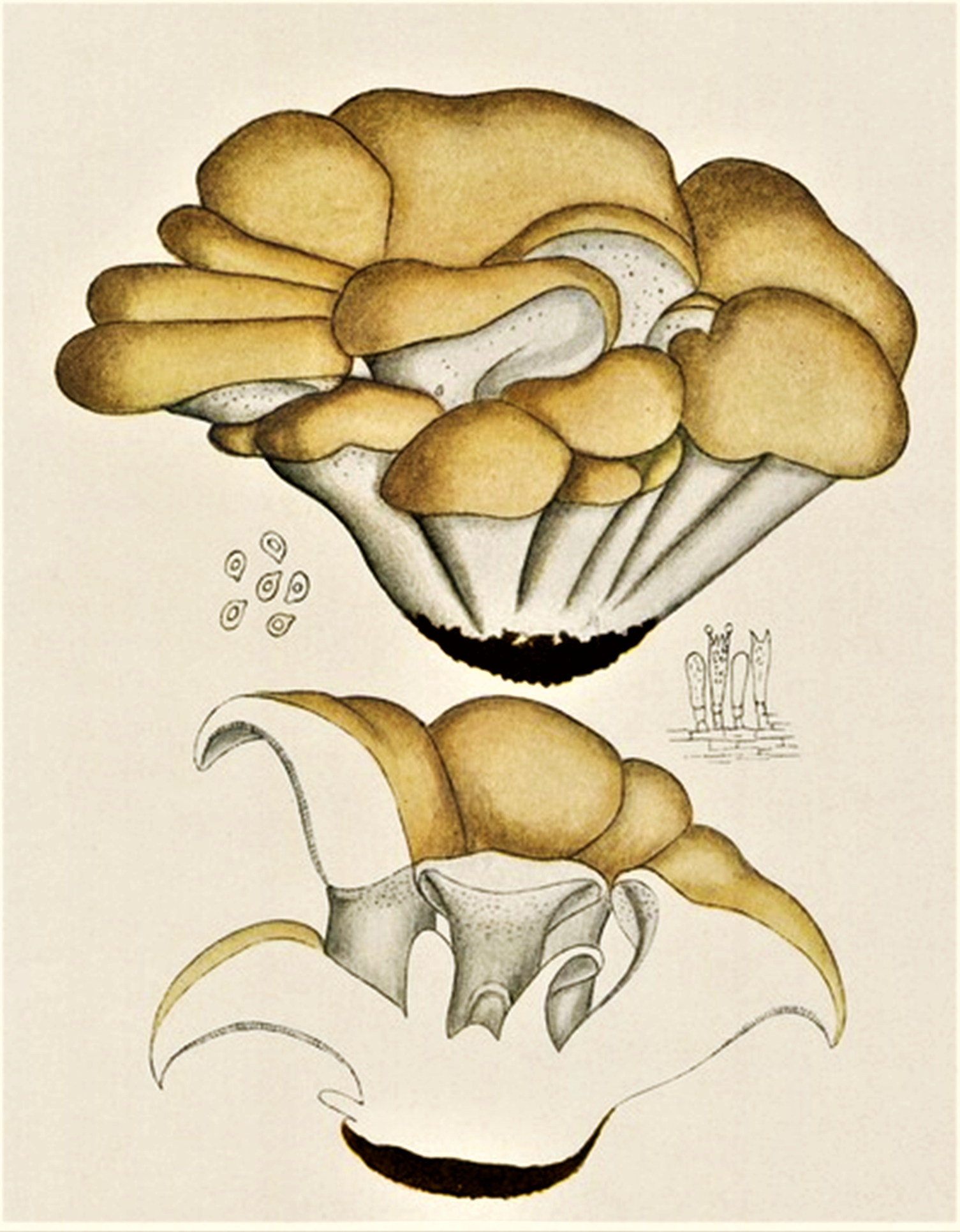